# Joseph Offenbach

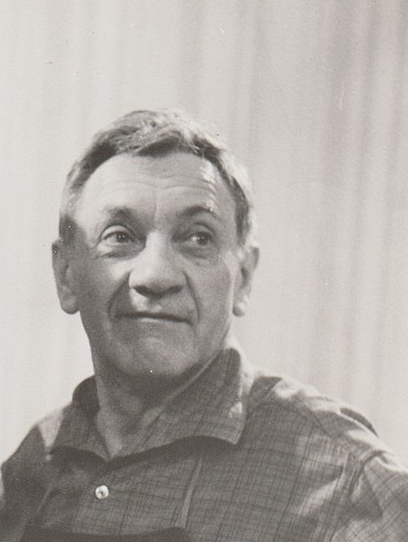
Joseph Offenbach bei den Dreharbeiten von Die Unverbesserlichen im November 1964

Joseph Offenbach (* 28. Dezember 1904 in Offenbach am Main; † 15. Oktober 1971 in Darmstadt; eigentlich Joseph Ziegler) war ein deutscher Schauspieler und Hörspielsprecher.

## Biografie
Offenbach war der Sohn des Buchdruckers Bernhard Ziegler und seiner Frau Babette, geborene Goldmund. Nach der Mittelschule absolvierte er eine Ausbildung zum Sattler und arbeitete als Mustermacher für Taschen und Koffer. Nebenher spielte er als Laienschauspieler an Liebhaberbühnen und nahm in Frankfurt bei Alfred Auerbach Schauspielunterricht.
Sein Bühnendebüt gab er 1927 am Theater Zwickau; danach spielte er in Heidelberg und ab 1931 am Nationaltheater Mannheim. Hier nahm er seinen Künstlernamen Offenbach an: Intendant Herbert Maisch habe einen vierten Ziegler im Ensemble nicht dulden wollen, da schon drei Schauspieler diesen Namen getragen hätten. Er spielte Nebenrollen wie den Wirt in Minna von Barnhelm, Gollwitz in Der Raub der Sabinerinnen, Licht in Der zerbrochne Krug und St. Just in Dantons Tod. 1941 wechselte er an das Münchner Staatstheater. Während des Zweiten Weltkrieges erhielt er seine ersten kleinen Filmrollen, in denen er Kleinbürger und Spießer verkörperte. Offenbach stand 1944 in der Gottbegnadeten-Liste des Reichsministeriums für Volksaufklärung und Propaganda.
Nach dem Krieg war er zunächst mit einer Wanderbühne unterwegs, zu der auch Fritz Rémond gehörte. Von 1946 bis 1966 arbeitete er am Deutschen Schauspielhaus in Hamburg (lange unter Gustaf Gründgens). 1966 wechselte er an die Städtischen Bühnen in Frankfurt am Main, danach war er freier Schauspieler. Eine seiner Paraderollen war der Datterich in dem gleichnamigen Mundartstück von Ernst Elias Niebergall, mit der er erstmals im Schauspiel Frankfurt auftrat. Diese Produktion wurde 1963 vom Hessischen Rundfunk aufgezeichnet.
In den 1950er Jahren erlangte er größere Bekanntheit als Filmschauspieler, unter anderem als SS-Mann in Des Teufels General (1955) und als devoter Schneidergehilfe in Der Hauptmann von Köpenick (1956). So spielte er den Leyendecker in Schinderhannes  mit Curd Jürgens (1958).
In den 1960er Jahren avancierte er zu einem der populärsten Fernsehschauspieler Deutschlands als Vater Scholz in der Fernsehserie Die Unverbesserlichen (mit Inge Meysel, 1965–1971) sowie als Künstleragent Jacobsen in Salto Mortale (mit Gustav Knuth, 1969–1972).
Offenbach war ebenfalls als Hörspiel-Regisseur aktiv. So produzierte er 1964 das Hörspiel Der Schut nach dem gleichnamigen Roman von Karl May, in dem er selbst die Rolle des Hadschi Halef Omar sprach, neben dem jungen Charles Brauer in der Rolle des Kara Ben Nemsi. Schon 1962 hatte er im Hörspiel Die Schatzinsel die Rolle des Piraten Long John Silver gesprochen.
Seinen letzten Live-Auftritt im Deutschen Fernsehen absolvierte Joseph Offenbach nur 13 Tage vor seinem Tod am 2. Oktober 1971 in Bremen. Damals trat er in der Rolle eines Schäfers mit dem Gesangsstück Ich geh’ nicht mehr zurück nach Gelsenkirchen in der von der ARD ausgestrahlten 21. Folge der Rudi Carrell Show auf.
Joseph Offenbach, verheiratet mit Maria Eckerlein, starb am 15. Oktober 1971 im Alter von 66 Jahren an den Folgen eines Herzanfalls und wurde auf dem Alten Friedhof in Darmstadt beigesetzt (Grabstelle: I H 58).
Als Synchronsprecher lieh er unter anderem Kenneth Connor (Carry On Sergeant), Cyril Cusack (Eine Braut in jeder Straße), David Kossoff (Svengali) und H. B. Warner (Ist das Leben nicht schön?) seine Stimme.

## Filmografie (Auswahl)
- 1942: Einmal der liebe Herrgott sein
- 1942: Der Hochtourist
- 1943: Die keusche Sünderin
- 1943: Tonelli
- 1943: Reise in die Vergangenheit
- 1943: Peterle
- 1943: Der unendliche Weg
- 1944: In flagranti
- 1944: Orient-Express
- 1944: Es lebe die Liebe
- 1944: Der Täter ist unter uns
- 1944/49: Dreimal Komödie
- 1945: Wo ist Herr Belling? (unvollendet)
- 1945/47: Der Millionär
- 1949: Der Bagnosträfling
- 1949: Der blaue Strohhut
- 1949: Hafenmelodie
- 1949: Die letzte Nacht
- 1949: Kätchen für alles
- 1949: Derby
- 1949: Schicksal aus zweiter Hand
- 1950: Vom Teufel gejagt
- 1950: Der Mann, der zweimal leben wollte
- 1950: Des Lebens Überfluß
- 1950: Der Schatten des Herrn Monitor
- 1950: Der Mann, der sich selber sucht
- 1951: Sensation in San Remo
- 1951: Hilfe, ich bin unsichtbar!
- 1951: Weh’ dem, der liebt!
- 1951: Schön muß man sein
- 1952: Tanzende Sterne
- 1952: Die Diebin von Bagdad
- 1952: Ich warte auf Dich
- 1952: Die Stimme des Anderen
- 1953: Blume von Hawaii
- 1953: Das singende Hotel
- 1953: Keine Angst vor großen Tieren
- 1954: Tanz in der Sonne
- 1954: Canaris
- 1954: Keine Angst vor Schwiegermüttern
- 1954: Geld aus der Luft
- 1955: Banditen der Autobahn
- 1955: Der falsche Adam
- 1955: Des Teufels General
- 1955: Oh – diese „lieben“ Verwandten
- 1955: Himmel ohne Sterne
- 1955: Die Toteninsel
- 1955: Der doppelte Ehemann
- 1955: Ingrid – Die Geschichte eines Fotomodells
- 1955: In Hamburg sind die Nächte lang
- 1956: Der Hauptmann von Köpenick
- 1956: Skandal um Dr. Vlimmen
- 1956: Mädchen mit schwachem Gedächtnis
- 1956: Der Meineidbauer
- 1956: Nacht der Entscheidung
- 1956: Die Trapp-Familie
- 1957: Königin Luise
- 1957: Der müde Theodor
- 1957: Monpti
- 1957: Nachts im Grünen Kakadu
- 1957: Robinson soll nicht sterben
- 1957: Immer wenn der Tag beginnt
- 1958: Das Mädchen vom Moorhof
- 1958: 13 kleine Esel und der Sonnenhof
- 1958: Unruhige Nacht
- 1958: Bühne frei für Marika
- 1958: Der Datterich (Fernsehfilm)
- 1958: Der Mann im Strom
- 1958: Der Schinderhannes
- 1958: Eine Geschichte aus Soho – Der Dank der Unterwelt (Fernsehserie)
- 1959: Frau im besten Mannesalter
- 1959: Verbrechen nach Schulschluß
- 1959: Buddenbrooks – 1. Teil
- 1959: Eine Geschichte aus Soho – Die Stimme aus dem Hut (Fernsehserie)
- 1960: Mit 17 weint man nicht
- 1960: Eine Geschichte aus Soho – Instinkt ist alles (Fernsehserie)
- 1960: Die Brücke des Schicksals
- 1960: Der Geizige (Fernsehfilm)
- 1960: Hauptmann, deine Sterne
- 1960: Himmel, Amor und Zwirn
- 1960: Die Botschafterin
- 1961: Bei Pichler stimmt die Kasse nicht
- 1961: Der Lügner
- 1961: Freddy und der Millionär
- 1961: Eine Geschichte aus Soho – Nerz ist in der kleinsten Hütte (Fernsehserie)
- 1961: Zwei unter Millionen
- 1961: Der Fälscher von London
- 1961: Unser Haus in Kamerun
- 1961: Via Mala
- 1961: Die toten Augen von London
- 1962/63: Die merkwürdigen Erlebnisse des Hansjürgen Weidlich (Fernseh-Vierteiler)
- 1963: Die erste Lehre / Willy (Fernsehfilm)
- 1963: Der Datterich (Fernsehfilm)
- 1963: Durchbruch Lok 234
- 1963: Die Belagerung der Josephine (Fernsehfilm)
- 1963: Heimweh nach St. Pauli
- 1964: Don Gil von den grünen Hosen (Fernsehfilm)
- 1964: Verdammt zur Sünde
- 1964: Freddy, Tiere, Sensationen
- 1965: Die Unverbesserlichen (Fernsehserie, Folge 1)
- 1965: Ankunft bei Nacht (Fernsehfilm)
- 1965: Der Raub der Sabinerinnen (Fernsehfilm)
- 1966: 4 Schlüssel
- 1966: Das Kriminalmuseum – Der Barockengel (Fernsehserie)
- 1966: Die Unverbesserlichen – Nichts dazugelernt (Folge 2)
- 1967: Der Revisor (Fernsehfilm)
- 1967: Die Unverbesserlichen und ihr Optimismus (Folge 3)
- 1967: Jungfrau aus zweiter Hand
- 1968: Die Unverbesserlichen und ihre Sorgen (Folge 4)
- 1969–1972: Salto Mortale (Fernsehserie, 18 Folgen)
- 1969: Die Unverbesserlichen und ihre Menschenkenntnis (Folge 5)
- 1969: Bleibe lasse (Fernsehfilm)
- 1969: Christoph Kolumbus oder Die Entdeckung Amerikas
- 1970: Unter den Dächern von St. Pauli
- 1970: Die Unverbesserlichen und die Liebe (Folge 6)
- 1971: Der Kommissar – Der Tote von Zimmer 17
- 1971: Die Unverbesserlichen und ihr Stolz (Folge 7)
- 1971: Kein Geldschrank geht von selber auf (Fernsehfilm)
- 1971: Dem Täter auf der Spur – Folge 12: Flugstunde (Fernsehserie)
- 1971: Der Kapitän

## Hörspiele (Auswahl)
- 1947: Traugottchen und Tanzbein (Die Unzertrennlichen) (nach Maxim Gorki) – Regie: Hans Quest
- 1947: Wenn wir wollen (Fortsetzung des Hörspiels „Was wäre, wenn ...“ von Axel Eggebrecht) – Regie: Ludwig Cremer
- 1947: Elga (nach Gerhart Hauptmann) – Regie: Hans Quest
- 1947: Mariechen von Nijmwegen – Regie: Theodor Haerten
- 1947: Der Friede – Regie: Hans Deppe
- 1947: Der Kreidekreis (nach Klabund) – Regie: Hans Quest
- 1947: So kann's nicht weitergehen – Regie: Gottfried Lange
- 1947: Galileo Galilei (nach Bertolt Brecht) – Regie: Ludwig Cremer
- 1947: Das Jahr 1948 findet nicht statt (von Axel Eggebrecht) – Regie: Erik Ode
- 1948: Die Brücke von San Luis Rey (nach Thornton Wilder) – Regie: Gustav Burmester
- 1948: Der Zimmerherr – Regie: Erik Ode
- 1948: Oedipus – Regie: Ludwig Cremer
- 1948: Reineke Fuchs (nach Johann Wolfgang von Goethe) – Regie: Ludwig Cremer
- 1948: Wer Wind sät – Regie: Erik Ode
- 1948: Antonius und Cleopatra (nach William Shakespeare) – Regie: Fritz Wendhausen
- 1948: Leonce und Lena – Regie. Hans Quest
- 1948: Bigamie – Regie: Gustav Burmester
- 1949: Zurück zu Methusalem (nach George Bernard Shaw) – Regie: Günter Rennert
- 1949: Goethe erzählt sein Leben; 9. Teil: Werther – Titelrolle und Regie: Mathias Wieman
- 1949: Dr. Jekyll und Mr. Hyde – Regie: Gustav Burmester
- 1949: Wem die Stunde schlägt – Regie: Karlheinz Schilling
- 1949: Die silbernen Augen – Regie: Gustav Burmester
- 1949: Nach Damaskus (nach August Strindberg) – Regie: Ulrich Erfurth
- 1949: Das Obergrunder Weihnachtsspiel – Regie: Fritz Schröder-Jahn
- 1950: Die wundertätigen Bettler – Regie: Gustav Burmester
- 1950: General Frédéric – Regie: Kurt Reiss
- 1950: De Schapschur – Regie: Hans Freundt
- 1950: Götter, Gräber und Gelehrte (1. Teil: Der Faden der Ariadne) – Regie: Gustav Burmester
- 1950: Die trostlose Tugend – Regie: Kurt Reiss
- 1950: Der Sachbearbeiter im Himmel – Regie: Heinrich Ockel
- 1950: Der Gesang im Feuerofen (nach Carl Zuckmayer) – Regie: Heinrich Koch
- 1951: Mordmelodie – Regie: Otto Kurth
- 1951: Die Dame ist nicht fürs Feuer – Regie: Heinrich Koch
- 1951: Das Obergrunder Paradiesspiel – Regie: Detlof Krüger
- 1951: Die Glücksritter oder Fortuna her zu mir (nach Joseph von Eichendorff) – Regie: Gustav Burmester
- 1951: Der Teufel fährt im D-Zug mit – Regie: Fritz Schröder-Jahn
- 1951: Das Leben des Walzerkönigs – Regie: Kurt Meister
- 1951: Die Tür des Sire de Maletroit (nach Robert Louis Stevenson) – Regie: Hans Rosenhauer
- 1951: Merlette – Regie: Kurt Reiss
- 1951: Seltsames Verhör – Regie: Fritz Schröder-Jahn
- 1951: Emilia Galotti (nach Gotthold Ephraim Lessing) – Regie: Otto Kurth
- 1951: Geschichte Gottfriedens von Berlichingen mit der eisernen Hand (nach Johann Wolfgang von Goethe) – Regie: Hans Lietzau
- 1951: Amerigo schwieg – Regie: Fritz Schröder-Jahn
- 1952: Pole Poppenspäler (nach Theodor Storm) – Regie: Werner Perrey
- 1952: Der Seelengreifer – Regie: Hans Rosenhauer
- 1952: Karussell zu verkaufen (von Herbert Reinecker) – Regie: Helmut Käutner
- 1952: Gerlach präsentiert die Rechnung (von Herbert Reinecker) – Regie: Curt Goetz-Pflug
- 1952: Das kommt nicht wieder! – Regie: Hans Freundt
- 1952: Meine Nichte Susanne – Regie: Carl-Heinz Schroth
- 1952: Das große Uhrwerk – Regie: Fritz Schröder-Jahn
- 1952: John Every oder Wieviel ist der Mensch wert? – Regie: Kurt Reiss
- 1952: Die Steuererklärung (von Josef Martin Bauer) – Regie: Gustav Burmester
- 1953: Begegnung im Balkanexpreß – Regie: Gert Westphal
- 1953: Das Schiff Esperanza (von Fred von Hoerschelmann) – Regie: Otto Kurth
- 1953: Die Brautschau (nach Nikolai Wassiljewitsch Gogol) – Regie: Jöns Andersson
- 1953: Das Gericht zieht sich zur Beratung zurück; Folge: Das Gewehr auf dem Schrank – Regie: Gerd Fricke
- 1953: Sonntagsschule für Negerkinder (Die grünen Weiden)  – Regie: Fritz Schröder-Jahn
- 1953: Das Gericht zieht sich zur Beratung zurück; Folge: Kindesentführung – Regie: Gerd Fricke
- 1953: Die Grasharfe (nach Truman Capote) – Regie: Fritz Schröder-Jahn
- 1954: Die Suche nach dem Kaiser der Welt. Fünf Hörszenen – Regie: Detlof Krüger
- 1954: Meine Frau wohnt nebenan – Regie: Erik Ode
- 1954: Das Jahr Lazertis (von Günter Eich) – Regie: Fritz Schröder-Jahn
- 1954: Die Stiefsöhne der schönen Helena – Regie: Irmfried Wilimzig
- 1954: Rip van Winkle (von Max Frisch) – Regie: Gert Westphal
- 1954: Des weißen Mannes Bürde – Regie: Hans Rosenhauer
- 1954: Das Protokoll des Pilatus (von Otto Heinrich Kühner) – Regie: Walter Knaus
- 1954: Das Gericht zieht sich zur Beratung zurück; Folge: Männertreu postlagernd – Regie: Gerd Fricke
- 1954: Ein Engel kommt nach Babylon – Regie: Raoul Wolfgang Schnell
- 1954: Partisanen – Regie: Hans Lietzau
- 1954: Herkules und der Augiasstall (von Friedrich Dürrenmatt) – Regie: Gert Westphal
- 1955: Der Freund des Mr. Lowden – Regie: Gert Westphal
- 1955: Marcos Millionen (nach Eugene O’Neill) – Regie: Ludwig Cremer
- 1955: Drei Damen im Schrank – Autor und Regie: Kurt Reiss
- 1955: Der Staatssekretär und sein Steckenpferd – Regie: Mathias Neumann
- 1955: Atome für Millionen (von Werner Baecker) – Regie: Edward Rothe
- 1955: Fassaden – Regie: Gustav Burmester
- 1955: Advent 200 km östlich Kiew (von Harald Vock) – Regie: Gerlach Fiedler
- 1955: Hans Fallada: Der Trinker – Regie: Ludwig Cremer
- 1956: Die Panne (von Friedrich Dürrenmatt) – Regie: Gustav Burmester
- 1956: Der Motorroller – Regie: Gustav Burmester
- 1956: An den Ufern der Plotinitza – Regie: Fritz Schröder-Jahn
- 1956: Melusine – Regie: Ludwig Cremer
- 1956: Piazza San Gaetano oder Wunder und Wirklichkeit – Regie: Fritz Schröder-Jahn
- 1956: In einem Garten in Aviano – Regie: Gert Westphal
- 1957: Egmont (nach Johann Wolfgang von Goethe) – Regie: Heinz-Günter Stamm
- 1957: Die Wölfe – Regie: Walter Ohm
- 1957: Charles Dickens: Oliver Twist – Regie: Walter Knaus (Produktion: Süddeutscher Rundfunk)[3]
- 1957: Die Ballade vom halben Jahrhundert (von Leopold Ahlsen) – Regie: Heinz-Günter Stamm
- 1957: Menschliche Komödie (1) – Regie: Heinz-Günter Stamm
- 1957: Die Göttliche Komödie des Dante Alighieri – Die Hölle (2) – Regie: Otto Kurth
- 1957: Die Göttliche Komödie des Dante Alighieri – Das Fegefeuer (1) – Regie: Otto Kurth
- 1957: Die Göttliche Komödie des Dante Alighieri – Das Fegefeuer (2) – Regie: Otto Kurth
- 1957: Die Straße – Regie: Helmut Brennicke
- 1957: Der Besuch der alten Dame (nach Friedrich Dürrenmatt) – Regie: Walter Ohm
- 1957: Das Verhör des Lukullus (von Bertolt Brecht) – Regie: Walter Ohm
- 1957: Lili Regie: Fränze Roloff
- 1957: Hotel Paradiso – Regie: Ulrich Lauterbach
- 1958: Hört, da kräht der Kasimir – Regie: Kurt Reiss
- 1958: Verwehte Spuren – Regie: Gustav Burmester
- 1958: Festianus, Märtyrer (von Günter Eich) – Regie: Gustav Burmester
- 1958: Die Saline (von Fred von Hoerschelmann) – Regie: Fritz Schröder-Jahn
- 1958: Der vierte Heilige Dreikönig – Regie: Gustav Burmester
- 1959: Der Prozeß der Jeanne d’Arc zu Rouen (nach Anna Seghers) – Regie: Hans Lietzau
- 1959: Spionage; Folge: Der Spion von Albrechtshof – Regie: S. O. Wagner
- 1959: Die Schönste im ganzen Land – Regie: Gerlach Fiedler
- 1959: Alkestis – Regie: Kurt Reiss
- 1959: Die Reisenden – Regie: Gustav Burmester
- 1959: Die Jagd nach dem Täter; Folge: Die Schlinge – Regie: S. O. Wagner
- 1959: Gestatten, mein Name ist Cox; 3. Staffel: Mord auf Gepäckschein 3311 (von Rolf und Alexandra Becker) – Regie: S. O. Wagner
- 1959: Aufgabe von Siena (von Fred von Hoerschelmann) – Regie: Kurt Reiss
- 1959: Die Jagd nach dem Täter; Folge: Schüsse im Jagen 45 – Regie: S. O. Wagner
- 1959: Die Jagd nach dem Täter; Folge: Die Affenmaske – Regie: S. O. Wagner
- 1959: Polen – Regie: Kurt Reiss
- 1959: Die Räuber von Kardemomme – Regie: Kurt Reiss
- 1959: Friedensvertrag (von Herbert Reinecker) – Regie: Ludwig Cremer
- 1960: Der Drachenkopf – Regie: Edward Rothe
- 1960: Abenteuer der Zukunft; Folge: Der Turm der Winde – Regie: S. O. Wagner
- 1960: Die Jagd nach dem Täter; Folge: Panik in Pearson – Regie: Gerda von Uslar
- 1960: Fingerspitzengefühl – Regie: Armas Sten Fühler
- 1960: Gericht in Potenza – Regie: Gustav Burmester
- 1961: Die Jagd nach dem Täter; Folge: Die Gitarre – Regie: S. O. Wagner
- 1961: Requiem für einen großen Kapitän – Regie: Joachim Hoene
- 1961: Das Spiel geht weiter – Regie: Gerlach Fiedler
- 1962: Das Verhör des Lukullus – Regie: Rudolf Noelte
- 1962: Die Schatzinsel (nach Robert Louis Stevenson) – Regie: Otto Kurth
- 1962–65: Bei uns deheim (Hörspielreihe) – Autor und Regie: Robert Stromberger
- 1963: Das Obdach – Regie: Fritz Schröder-Jahn
- 1963: Der Entartete – Regie: Hans Lietzau
- 1964: Ein Gutshaus in Irland – Regie: Hans Bernd Müller
- 1964: Das Eis von Cape Sabine – Regie: Wolfgang Weyrauch
- 1964: Die Sprechstunde – Autor und Regie: Paul Pörtner
- 1964: Das Schiff Esperanza (von Fred von Hoerschelmann) – Regie: Fritz Schröder-Jahn
- 1965: Orangenblüten – Regie: Gert Westphal
- 1965: Aufstand der Fahrräder – Regie: Fritz Schröder-Jahn
- 1971: Vorstellungen während der Frühstückspause – Regie: Wolfram Rosemann